# Singen (Remchingen)
Singen ist der zweitgrößte Ortsteil der Gemeinde Remchingen im baden-württembergischen Enzkreis.

## Lage
Singen ist der nördlichste Ortsteil von Remchingen, sein Siedlungsgebiet liegt überwiegend rechtsseits der dort nordnordwestlich laufenden Pfinz, der im Ortsbereich von Osten her der Kämpfelbach zufließt. Es gibt eine Wehr und eine Wassermühle am Fluss. Die Gemarkung des Ortsteils erstreckt sich weit nach Südwesten über die Pfinz und umfasst dort den großen Forst Buchwald sowie noch weiter nach Nordnordosten bis in den Forst Hegenach.
Singen grenzt im Süden an den Siedlungsbereich von Wilferdingen, das größtenteils jenseits der Pfinztalbahn liegt, die aus dem Kämpfelbachtal ins untere Pfinztal läuft. Die Bundesstraße 10 am linken Pfinzufer verbindet Singen mit Pforzheim im Südosten und Karlsruhe im Nordwesten. Der Ort liegt auf der Bertha Benz Memorial Route.
Singen grenzt an die Gemeinden Pfinztal im Nordwesten, Königsbach-Stein im Osten und Karlsbad im Südwesten.

## Geschichte
Singen wurde 769 das erste Mal urkundlich erwähnt.
Es schloss sich am 1. Januar 1973 mit Wilferdingen zur Gemeinde Remchingen zusammen. An diesem Tag entstand auch der Enzkreis in seiner aktuellen Form.

## Verkehr
Der Bahnhof von Singen bildet die Ortsgrenze zu Wilferdingen. Der Bahnhof Wilferdingen-Singen verbindet Singen mit Wilferdingen durch eine Unterführung. Vom Bahnhof kann man unter anderem Karlsruhe, Pforzheim und Stuttgart erreichen. Hier halten Stadtbahnen und der Regional-Express RE 1.

## Infrastruktur
In Singen gibt es eine Werkrealschule, eine Grundschule und ein Gymnasium. Außerdem gibt es Supermärkte und viele Einzelhandelsläden. Über zwei Brücken und zwei Unterführungen ist Singen von Wilferdingen zu erreichen.

## Persönlichkeiten
- Wilhelm Künzler (1906–1994), Politiker
- Hans-Peter Hörner (* 1951), Politiker

## Sport
In Singen gibt es ein Fußballgelände, mehrere Sporthallen, ein Hallenbad, einen Tennisplatz und weitere Sportgelände. Es gibt Turnvereine, die in Singen viele Sportarten wie Turnen oder Zumba anbieten, also insgesamt ein breit gefächertes Sportangebot.

## Evangelische Kirche
In Singen gibt es eine aktive evangelische Kirche und einen aktiven CVJM.
Die Kirche heißt Kreuzkirche und steht an der Stelle, an der früher schon die Sankt-Wendelins-Kapelle stand. Sie hat zwei Glocken und eine Orgel.